# Gea Schirò
Gea Schirò (Palermo, 22 settembre 1963) è una politica italiana.

## Biografia
Gea Schirò originaria di Contessa Entellina, compie gli studi a Trapani, per poi trasferirsi a Palermo dove si laurea in Filosofia. Sposata con Alessio Planeta, imprenditore vitivinicolo e dal 2017 presidente di Assovini.
Negli anni '90 è impegnata nell'associazionismo, e durante la guerra nella ex Jugoslavia ha organizzato aiuti per Tuzla in Bosnia-Erzegovina, coinvolgendo la città di Palermo e la giunta palermitana guidata da Leoluca Orlando.
Nel 2003 Luigi Birritteri, candidato presidente della Provincia di Agrigento per l'Ulivo, la indicò come futura assessore alla Cultura, ma non fu eletto.
Nel 2008 ha fondato la Casa Editrice Gea Schirò,.
Un volume pubblicato ha vinto il premio Grinzane Villa Hanbury.
Ha vinto i premi Franca Florio e Telamone d'oro del Cepasa di Agrigento (2010).
Nel 2013 viene candidata come capolista alle elezioni politiche del 24 e 25 febbraio nella lista di Scelta Civica con Monti per l'Italia nella circoscrizione Sicilia 1 della Camera, ed aderisce all'iniziativa Riparte il futuro. Viene quindi eletta deputato della XVII Legislatura e aderisce al gruppo Scelta Civica per l'Italia di cui è vicecapogruppo alla Camera.
Il 10 dicembre 2013 aderisce al gruppo parlamentare Per l'Italia assieme ad altri 18 deputati.. Dopo la scissione da "Scelta Civica" diventa vicecapogruppo di Per l'Italia alla Camera.
Il 2 ottobre 2014 assieme a Gregorio Gitti aderisce al gruppo parlamentare Partito Democratico.
Candidata con il PD in Sicilia alle elezioni politiche del 5 marzo 2018, non viene rieletta.